# Ruth van der Meijden
Ruth van der Meijden (Rhenen, 15 de agosto de 1984) es una deportista neerlandesa que compitió en duatlón. Ganó dos medallas en el Campeonato Europeo de Duatlón en los años 2010 y 2011.

## Palmarés internacional
| Campeonato Europeo | Campeonato Europeo | Campeonato Europeo | Campeonato Europeo |
| Año                | Lugar              | Medalla            | Prueba             |
| ------------------ | ------------------ | ------------------ | ------------------ |
| 2010               | Nancy (Francia)    | Medalla de oro     | Individual         |
| 2011               | Limerick (Irlanda) | Medalla de plata   | Individual         |